# Ludwigsfelde
Ludwigsfelde – miasto we wschodnich Niemczech w kraju związkowym Brandenburgia, w powiecie Teltow-Fläming. Miasto leży na południe od Berlina oraz na wschód od Poczdamu i jest częścią berlińskiej aglomeracji. Prawa miejskie posiada od 1965 roku.

## Gospodarka
W mieście rozwinął się przemysł samochodowy w zakładzie Automobilwerke Ludwigsfelde, który m. in. wyprodukował samochód ciężarowy IFA W50 w latach 1965–1990, a obecnie jest częścią koncernu Mercedes-Benz Group. 
Ponadto w mieście i jego najbliższych okolicach istnieją oddziały takich firm jak MTU Aero Engines czy Coca-Cola a także liczne centra logistyczne.

## Współpraca
Miejscowości partnerskie:
- Polska: Zdzieszowice
- Badenia-Wirtembergia: Gaggenau
- Badenia-Wirtembergia: Rheinfelden (Baden)
- Nadrenia Północna-Westfalia: Paderborn